# Vlag van Hemrik

Vlag van Hemrik

De vlag van Hemrik is de dorpsvlag van het Nederlandse dorp Hemrik, in de Friese gemeente Opsterland. De vlag werd in 1996 geregistreerd.

## Beschrijving
De beschrijving van de vlag is als volgt:
Een gele hijs van 5/18 vlaglengte, met bovenin een rood Sint-Andreaskruis met een hoogte gelijk aan 11/30 vlaghoogte; de kruisarmen met een dikte van 1/10 vlaghoogte, de vlucht van zeven even hoge banen groen en wit.
De kleuren zijn afkomstig van het dorpswapen.

## Symboliek
- Gele hijs: staat voor de zandrug waar het dorp op gelegen is.[2]

Andreaskruis: verwijzing naar de dorpskerk van Hemrik die gewijd was aan Andreas.
- Groene banen: symbool voor de groene landerijen.[2]
- Witte banen: verwijst naar de wijken tussen de landerijen. De kleuren zijn ontleend aan het wapen van Zevenwouden.[2]